# DJ Union
DJ Union, Polskie Stowarzyszenie Prezenterów Muzyki – polskie stowarzyszenie zawodowych DJ-ów.
Przewodniczącym zarządu jest Robert Gruszczyński. Stowarzyszenie zrzesza zawodowych DJ-ów, zostało założone w 1991 roku przez Janusza Kondratowicza. W 2001 roku działalność stowarzyszenie została zawieszona. W 2010 roku stowarzyszenie wznowiło swoją działalność, rozszerzając swoją nazwę o człon „DJ Union”. Stowarzyszenie jest organizatorem corocznych mistrzostw Polski DJ-ów. W ramach działań statutowych przyznawana jest srebrna odznaka „Exlusive DJ”, której godność nadaje Kapituła PSPM., dla osób najbardziej zasłużonych w krzewieniu kultury muzycznej w Polsce. Stowarzyszenie uczestniczy aktywnie w konsultacjach społecznych w zakresie prawa autorskiego.

## Mistrzowie Polski DJ-ów
- 2024 Mateusz Wilga - DJ Wilga[2]
- 2023 Korneliusz Kołodziej - DJ Korn[3]
- 2022 Mateusz Wilga – DJ Wilga[4]
- 2021 Damian Pełka – DJ PLK
- 2020 Patryk Stachowski – DJ SPLT
- 2019 Maciej Kwasek – DJ Mave
- 2018 Tomasz Szustak – DJ Sixt
- 2016– 2017 Michał Orlik – DJ Alvin
- 2015 Wojciech Świsulski – DJ Sanchez En Vivo
- 2013–2014 Rafał Witkowski – DJ Rafmix
- 2012 Maciej Kowalski – DJ Bez Ksywy
- 2011 Daniel Bromma – DJ Phobia
- 2010 Adam Cyzman – C-Tite
- 2009 Paweł Hetman – DJ Namteh

## Odznaki Exclusive DJ
Źródło.
- Brewczyński Bogusław – DJ Brewka
- Ceglarski Bogusław – DJ Bodzio
- Fabiański Bogdan – DJ Bob
- Fenert Paweł – DJ Pablo
- Gadowski Marek
- Garnysz Sławomir – DJ Amigo
- Gaura Józef
- Gorsiak Robert – DJ Omen
- Grela Konrad – DJ Diry Rush
- Grzybowski Mirosław – DJ Miqro
- Hetman Paweł – DJ Namteh
- Kittler Grzegorz – DJ MixMash
- Knych Artur – DJ Arti
- Koppens Tomasz – DJ Grande Loco
- Kozaczkiewicz Sebastian – DJ Seba
- Kunca Piotr – DJ Diablo
- Martynus Patryk – DJ Martino
- Odrzywołek Dariusz – DJ Alex Red
- Orzechowski Michał – DJ Hazel
- Piekarski Bartosz – DJ One Brother
- Prusisz Andrzej – DJ AP
- Ptaśnik Mariusz
- Rządek Krzysztof – DJ BBX
- Samocki Karol – Karol XVII
- Sarzyński Radosław – DJ Radi S
- Skrobisz Mariusz – DJ Maniana
- Stępniak Tomasz – DJ Tomson
- Suchocki Piotr – DJ Suhy
- Suder Marcin – DJ Yanos
- Szczerbaniewicz Artur – DJ Toxic Noiz
- Szymański Michał – DJ Sopran
- Witkowski Rafał – DJ Rafmix
- Wojtczak Waldemar – DJ V Valdi
- Wowk Maciej
- Żukowski Bernard – DJ Bernard Drago

## Honorowe Złote Odznaki Exclusive DJ
Stan na 2025-04-27.
- Armin van Buuren
- Cosmic Gate
- Ferry Corsten
- Markus Schulz
- David Guetta
- Martin Garrix
- Krzysztof Szewczyk[7]
- Tiësto – Tijs Michiel Verwest[8]
- Robert Sroczyński
- Andrzej Sokołowski
- Robert Gruszczyński